# لیسی نیمیر
لیسی نیمیر (به انگلیسی: Lacey Nymeyer) (زادهٔ ۲۹ اکتبر ۱۹۸۵) شناگر اهل ایالات متحده آمریکا است.